# Glysterus costaricensis
Glysterus costaricensis is een hooiwagen uit de familie Gonyleptidae.